# ロシア・ハウス
『ロシア・ハウス』（原題: The Russia House）は、1990年制作のアメリカ合衆国のスパイ・サスペンス映画。ショーン・コネリー、ミシェル・ファイファー出演。ジョン・ル・カレの同名小説（1989年）の映画化作品である。
ソ連でもロケが行なわれた。アメリカ映画のロケがソ連で行われたのは『レッドブル』に次いで2作目である。

## あらすじ
ペレストロイカ体制下のソ連・モスクワで開催中のイギリス・オーディオ・フェアの会場でセールスマンのランダウは、カーチャと名乗る1人のロシア人女性からイギリスの出版社社長バーリー・ブレア宛てに3冊のノートを託される。
そのノートには東西のパワー・バランスを一気に崩しかねない、ソ連の核兵器システムの重大な欠陥が事細かに記されていた。ノートは英国情報部「ロシア・ハウス」の手に渡り、バーリーは尋問を受ける。彼はかつてソ連の作家村で「ダンテ」と名乗る作家と交流を持っていたからだ。
にわかスパイに仕立て上げられたバーリーはソ連へ渡りカーチャと接触、ダンテとも再会を果たすが、CIA、KGBも参戦した英米ソ三つ巴のスパイ戦争に巻き込まれていく。
そんな中、バーリーとカーチャの間には、国境も政治的思惑も越えた愛が芽生えつつあった。

## スタッフ
- 監督：フレッド・スケピシ
- 製作：ポール・マスランスキー、ニール・カントン、フレッド・スケピシ
- 脚本：トム・ストッパード
- 原作：ジョン・ル・カレ
- 撮影：イアン・ベイカー
- 音楽：ジェリー・ゴールドスミス

## キャスト
※（）は日本語吹き替え
- バーリー・ブレア - ショーン・コネリー（若山弦蔵）
- カーチャ・オルロワ - ミシェル・ファイファー（弥永和子）
- ラッセル - ロイ・シャイダー（沢木郁也）
- ネッド - ジェームズ・フォックス（納谷六朗）
- ブレイディ - ジョン・マホーニー（加藤正之）
- ダンテ - クラウス・マリア・ブランダウアー（村越伊知郎）
- クイン - J・T・ウォルシュ（西村知道）
- ウォルター - ケン・ラッセル（石森達幸）
- クライヴ - マイケル・キッチン（仲木隆司）

その他、塚田正昭、岡和男、目黒裕一、富田晃介、福田信昭、山口健、火野カチコ、紗ゆり